# Rostgumpad kägelnäbb
Rostgumpad kägelnäbb (Conirostrum speciosum) är en fågel i familjen tangaror inom ordningen tättingar.

## Utseende och läte
Rostgumpad kägelnäbb är en liten tangara med en tunn och spetsig näbb. Hanen är blågrå ovan och ljus under med kastanjebrun undergump. Honan är beigefärgad i ansiktet med blå hjässa. Ovansidan är olivgrön, undersidan gråvit. Hanen skiljer sig från liknande blågrå kägelnäbb genom den rostfärgade undergumpen och grå, ej skäraktiga, ben.

## Utbredning och systematik
Rostgumpad kägelnäbb förekommer i stora delar av Sydamerika. Den delas in i tre underarter med följande utbredning:
- Conirostrum speciosum speciosum – förekommer från sydöstra Peru (Puno) till östra Brasilien, Bolivia, Paraguay och norra Argentina
- Conirostrum speciosum amazonum – förekommer från östra Colombia till sydvästra Venezuela, Guyana, norra Brasilien och östra Peru
- Conirostrum speciosum guaricola – förekommer i tropiska Venezuela (östra Guárico och västra Anzoátegui)

## Levnadssätt
Rostgumpad kägelnäbb hittas i öppet skogslandskap och skogsbryn. Där ses den i trädtaket.

## Status och hot
Arten har ett stort utbredningsområde, men tros minska i antal, dock inte tillräckligt kraftigt för att den ska betraktas som hotad. Internationella naturvårdsunionen IUCN listar arten som livskraftig (LC).